# Savannah Jayde
Savannah Jayde (Dallas, Texas, 25 de octubre de 1994) es una actriz estadounidense. Debutó en el mundo de la actuación con Terminator: The Sarah Connor Chronicles en el 2008, posteriormente apareció en The Suite Life on Deck  en el año 2009. Es más conocida por interpretar a Jennifer 3 en la exitosa serie Big Time Rush. Comenzó como modelo infantil apareciendo en campañas de prensa nacionales y comerciales, Savannah anunció que participaría en la nueva película Space Warriors dirigida por Sean McNamara.

## Filmografía
| Año       | Serie/Película                          | Personaje  | Notas                                                     |  |
| --------- | --------------------------------------- | ---------- | --------------------------------------------------------- |  |
| 2008      | Terminator: The Sarah Connor Chronicles | Gina       | Serie de TV, estrella invitada 2 episodios                |  |
| 2009      | Detalles menores                        | Riley      | Película, papel principal                                 |  |
| 2009      | The Suite Life on Deck                  | Tanya      | Serie de TV, Disney Channel, estrella invitada 1 Episodio |  |
| 2009-2013 | Big Time Rush                           | Jennifer 3 | Serie de TV Nickelodeon, papel secundario                 |  |
| 2011      | Electric Spoofaloo                      | Audrey     | Serie de TV, estrella invitada 1 episodio                 |  |
| 2011      | Corey and Lucas for the Win             | Alyssa     | Serie de TV, Estrella invitada 6 episodios                |  |
| 2011      | Melissa & Joey                          | Kirsten    | Serie de TV, estrella invitada 1 episodio                 |  |
| 2012      | Amazing Love                            | Ashley     | Película, papel principal                                 |  |
| 2013      | Space Warriors                          | Dani       | Película, papel principal                                 |  |

- Datos: Q6122185
- Multimedia: Savannah Jayde Gipson / Q6122185